# Goran Vojnović
Goran Vojnović, slovenski filmski in televizijski režiser ter scenarist, pisatelj in kolumnist, * 11. junij 1980, Ljubljana.
Diplomiral je na Akademiji za gledališče, radio, film in televizijo v Ljubljani.

### Literarna dela
Napisal je štiri romane (Čefurji raus!, Jugoslavija, moja dežela, Figa, Đorđić se vrača). Objavil je tudi zbirko kolumn Ko Jimmy Choo sreča Fidela Castra in zbirko esejev Zbiralec strahov.

### Gledališke uprizoritve
Njegovi romani Čefurji raus!, Jugoslavija, moja dežela in Figa so doživeli gledališke priredbe, v pripravi pa je tudi gledališka priredba romana Đorđić se vrača. Monokomedija Čefurji raus! v režiji Mareta Bulca in interpretaciji Aleksandra Rajakovića - Saleta je po premieri v gledališču Glej doživela več kot 300 ponovitev. Roman Jugoslavija, moja dežela je leta 2015 na oder Slovenskega narodnega gledališča Drama postavil režiser Ivica Buljan, leta 2021 pa je v koprodukciji Gledališča Koper, Pozorišta Prijedor in Fondacije Friedrich Ebert Stiftung nastala še predstava v režiji Marka Misirače. Vojnovićevo izvirno dramsko besedilo Tak si je v Sititeatru režiral Aleksandar Popovski, njegovo besedilo Rajzefiber pa je na oder Prešernovega gledališča v Kranju postavila režiserka Anica Tomić. Režiserka Ajda Valcl je leta 2022 v Ljudskem gledališču v Celju uprizorila Vojnovićevo komedijo 14 dni, Vojnović pa je istega leta prispeval tudi besedilo Morje sten za predstavo v režiji Borisa Cavazze Stena v morju/Morje sten v Gledališču Koper. Leta 2023 je Goran Vojnović dramatiziral romana Jutranja zvezda Knausa Oveja Knausgaarda (režija Ivica Buljan, SNG Drama) in Pod svobodnim soncem Franca Seleškega Finžgarja (režija Aleksandar Popovski, Cankarjev Dom, SNG Nova Gorica in SNG Maribor). Konec januarja leta 2024 bo v SiTi Teatru v Ljubljani premiero doživela še gledališka uprizoritev njegovega romana Đorđić se vrača (režija Mare Bulc).   

### Scenariji, režija
Režiral je pet kratkih (Fužine zakon, Sezona 90/91, Moj sin, seksualni manijak, Kitajci prihajajo, Fontana) in štiri celovečerne filme (Piran Pirano, Čefurji raus!, Nekoč so bili ljudje in 2017). Z Markom Šantićem je napisal scenarij za Šantićev kratki film Sretan put Nedime. Marko Šantić je po njegovem scenariju posnel kratki film Marko, Vojnović pa je kot scenarist sodeloval tudi pri Šantićevem celovečernem filmu Zbudi me.

## Nagrade
Leta 2009 je prvič prejel nagrado kresnik za najboljši slovenski roman preteklega leta, ki si jo je prislužil z romanom Čefurji raus!. Leta 2013 je prejel drugega Kresnika za svoj drugi roman Jugoslavija, moja dežela, leta 2017 pa še tretjega za roman Figa, ki mu je istega leta prinesel tudi Župančičevo nagrado. Oktobra 2018 je prejel italijansko nagrado »Latisana per il Nord Est« za delo Jugoslavija moja dežela (v italijanskem prevodu Jugoslavia, terra mia). Leta 2020 je za roman Jugoslavija, moja dežela prejel poljsko nagrado angelus.